# Panzarini Hills
Panzarini Hills är en kulle i Antarktis. Den ligger i Östantarktis. Argentina och Storbritannien gör anspråk på området. Toppen på Panzarini Hills är 708 meter över havet.
Terrängen runt Panzarini Hills är kuperad åt nordväst, men åt sydost är den platt. Trakten är obefolkad. Det finns inga samhällen i närheten. 